# Cromozom uman
Omul are în total 46 de cromozomi: 22 perechi de autozomi și 1 pereche de heterozomi. 

## Cromozomul uman 1
- Cromozomul uman 1
- Cel mai lung cromozom- 245 309 000 perechi de baze;

## Cromozomul uman 2
- Cromozomul uman 2
- 243 300 000 de perechi de baze;

## Cromozomul uman 3
- Cromozomul uman 3
- 199 500 000 de perechi de baze;

## Cromozomul uman 4
- Cromozomul uman 4
- 199 800 000 de perechi de baze;

## Cromozomul uman 5
- Cromozomul uman 5
- 181 000 000 de perechi de baze;

## Cromozomul uman 6
- Cromozomul uman 6
- 171 000 000 de perechi de baze;

## Cromozomul uman 7
- Cromozomul uman 7
- 158 800 000 de perechi de baze;

## Cromozomul uman 8
- Cromozomul uman 8
- 146 000 000 de perechi de baze;

## Cromozomul uman 9
- Cromozomul uman 9
- 134 500 000 de perechi de baze;

## Cromozomul uman 10
- Cromozomul uman 10
- 135 500 000 de perechi de baze;

## Cromozomul uman 11
- Cromozomul uman 11
- 135 000 000 de perechi de baze;

## Cromozomul uman 12
- Cromozomul uman 12
- 133 500 000 de perechi de baze;

## Cromozomul uman 13
- Cromozomul uman 13
- 114 200 000 de perechi de baze;

## Cromozomul uman 14
- Cromozomul uman 14
- 105 200 000 de perechi de baze;

## Cromozomul uman 15
- Cromozomul uman 15
- 100 200 000 de perechi de baze;

## Cromozomul uman 16
- Cromozomul uman 16
- 89 800 000 de perechi de baze;

## Cromozomul uman 17
- Cromozomul uman 17
- 81 500 000 de perechi de baze;

## Cromozomul uman 18
- Cromozomul uman 18
- 77 900 000 de perechi de baze;

## Cromozomul uman 19
- Cromozomul uman 19
- 63 800 000 de perechi de baze;

## Cromozomul uman 20
- Cromozomul uman 20
- 63 600 000 de perechi de baze;

## Cromozomul uman 21
- Cromozomul uman 21
- 47 000 000 de perechi de baze;

## Cromozomul uman 22
- Cromozomul uman 22
- 49 500 000 de perechi de baze;

## Cromozomul uman X
- Cromozomul X
- 153 000 000 de perechi de baze;

## Cromozomul uman Y
- Cromozomul Y
- 51 000 000 de perechi de baze;